# Президентские выборы в Аргентине (1868)
Пятые в истории Аргентины президентские выборы состоялись 12 апреля 1868 года. Новым президентом Аргентинской Республики был избран независимый кандидат Доминго Фаустино Сармьенто, сторонник распущенной Унитаристской партии, вице-президентом стал Адольфо Альсина от Автономистской партии Буэнос-Айреса.

## Предыстория
Руководя процветающей экономикой, омраченной дорогостоящей войной с Парагвая, Бартоломе Митре старался не рисковать хрупким национальным единством, которое его администрация старалась укрепить. Во многом причина хрупкости стал сам Митре, решив передать город Буэнос-Айрес и прилегающие территории под исключительный контроль национального правительства. Это предложение было отклонено законодательным собранием Буэнос-Айреса в 1863 году и положило начало периоду, в течение которого национальные власти не имели прямой юрисдикции над городом, в котором размещалась и из которого управляли страной. Главным противником Митры стал бывший унитарист Адольфо Альсина, в 1862 году учредивший {Автономистскую партию Буэнос-Айреса, а в 1866 году ставший губернатором провинции. Другим важным аспектом того момента было сочетание гегемонистского федерализма, навязанного Митре почти во всех провинциях, с остатками стойкого конфедеративного автономизма в Буэнос-Айресе, Энтре-Риосе и Сантьяго-дель-Эстеро.
Поэтому Митре избегал заявлять об открытой поддержке кого-либо из кандидатов, противодействуя тем, кого считал неприемлемыми. Единственным кандидатом, который не получил никакой поддержки со стороны Митре, был экс-президент Хусто Хосе де Уркиса, поскольку Митре считал, что его участие может спровоцировать новый сепаратистский конфликт. Главную ставку Митре сделал на бывшего лидера унитаристов Руфино де Элисальде и его напарника генерала Венсеслао ПаунероWenceslao Paunero, ключевую фигуру в победе в битве при Павоне в 1861 году, которая позволило Митре реорганизовать Конфедерацию в Республику и стать её президентом. Митре также поддержал посла Аргентины в США Доминго Сармьенто, который остался на своем посту и не участвовал в предвыборной кампании.

## Выборы
Выборы проводились в рамках режима «открытого голосования» и сопровождались массовыми фальсификациями, насилием, покупкой голосов и крайне низкой явкой, при этом женщинам не разрешалось голосовать или быть избранными. В голосовании приняли участие только 1 % населения, имеющего право голоса. Согласно конституции выборы президента и вице-президента должны были осуществляться косвенно и раздельно, делегируя окончательные выборы каждого из них провинциальным коллегиям выборщиков, избранных на первичных выборах, избранным считались получившие наибольшее количество голосов в каждом избирательном округе.
Выборы продемонстрировали баланс сил между тремя ведущими фигурами аргентинской политики того времени: президентом Бартоломе Митре, который стремился продолжить свою националистическую программу через Руфино де Элисальде и Доминго Сармьенто; бывший президент Хусто Хосе де Уркиса, лидер федералистов; и губернатор Буэнос-Айреса Адольфо Альсина. Каждый из кандидатов имел сторонников и свои очаги поддержки, что сделало эти выборы, безусловно, самыми конкурентными из всех, которые могли бы быть в стране до установления в 1912 году тайного голосования. На выборах Сармьенто победил в Кордобе, Мендосе, Сан-Хуане, Сан-Луисе, Жужуе и Ла-Риохе; Элисальде одержал победу в Катамарке, Сантьяго-дель-Эстеро и Тукумане; Уркиса был первым в Энтре-Риосе, Сальте и Санта-Фе; и Адольфо Альсина первенствовал в густо населённом Буэнос-Айресе. В провинции Корриентес голосование не проводилось. Не желая допустить победы Уркисы, Митре убедил Альсину баллотироваться на пост вице-президента, что позволило Сармьенто стать президентом.
Всего было избрано 156 выборщиков, в голосовании 12 июня приняли участие 131 человек. 12 октября Сармьенто вступил в должность президента.

## Итоги голосования
| Кандидат | Кандидат                   | Партия      | Выборщики | %     |
| -------- | -------------------------- | ----------- | --------- | ----- |
|          | Доминго Фаустино Сармьенто | Независимый | 79        | 60,30 |
|          | Хусто Хосе де Уркиса       | Федералист  | 26        | 19,85 |
|          | Руфино де Элисальде        | Националист | 22        | 16,79 |
|          | Гильермо Росон             | Националист | 3         | 2,29  |
|          | Дальмасио Велес Сарсфилд   | Либерал     | 1         | 0,76  |
| Всего    | Всего                      | Всего       | 103       | 100   |